# Schilling-Glocken ab 3000 kg
Dieses Verzeichnis Schilling-Glocken ab 3000 kg gibt eine Übersicht über die von der Glockengießer-Familie Schilling in Apolda gefertigten Glocken ab und oberhalb dieser Gewichtsklasse. Das Verzeichnis beruht auf entsprechenden Dokumenten des Schillingschen Familienarchivs und wurde von Margarete Schilling veröffentlicht.
Die Übersicht ist geordnet nach dem Jahr der Entstehung der Glocken mit den jeweiligen Angaben zu Ton, Gewicht (Kilogramm (kg)) und Bestimmungs-Ort:
- 1888 h0 4.235 Lauban (Lubań)

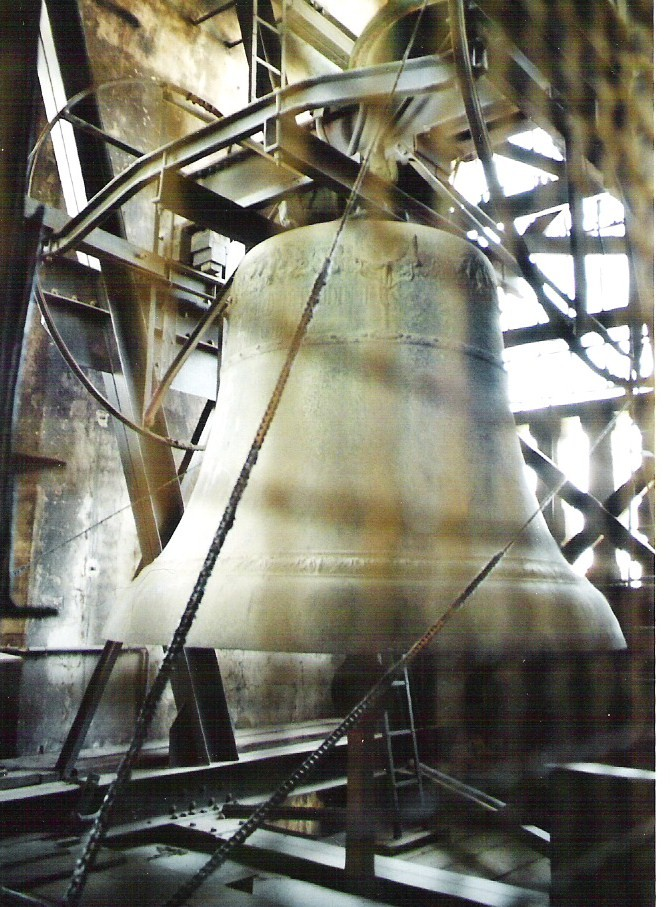
Kreuzkirche Dresden, Glocke 2 – g^{0}

- 1893 gis0 5.332 Wiesbaden, Reform. Kirche
- 1894 d0 13.230 Berlin, Kaiser-Wilhelm-Gedächtniskirche, Königin Luise – Kaiser Wilhelm
- 1894 f0 8.306 Berlin, Kaiser-Wilhelm-Gedächtniskirche, Augusta
- 1894 a0 3.780 Berlin, Kaiser-Wilhelm-Gedächtniskirche, Deutschland
- 1894 b0 3.045 Berlin, Kaiser-Wilhelm-Gedächtniskirche, Kaiser Friedrich
- 1894 a0 3.835 Berlin, Kaiser-Friedrich-Gedächtniskirche, Wilhelm II. – Auguste Victoria
- 1895 a0 3.775 Kosten (Kościan), kath. Kirche
- 1897 fis0 6.980 Hannover, St. Aegidien
- 1897 a0 3.635 Oschersleben
- 1897 b0 3.064 Potsdam, Erlöserkirche
- 1899 (30. November) e0 11.511 Dresden, Kreuzkirche
- 1899 g0 6.825 Dresden, Kreuzkirche
- 1899 a0 4.929 Dresden, Kreuzkirche
- 1899 h0 3.251 Dresden, Kreuzkirche
- 1900 (14. Februar) f0 9.130 Speyer, Gedächtniskirche, Kaiser-Wilhelm-Glocke
- 1900 a0 4.053 Solingen, ev. Kirche
- 1900 b0 3.430 Inowroclaw, kath. Kirche
- 1901 a0 4.024 Elberfeld, Lutherkirche
- 1901 b0 3.350 Turn bei Teplitz (Teplice)
- 1901 b0 3.368 Erfurt, St. Thomas
- 1902 g0 5.075 Mainz, Christuskirche
- 1902 a0 4.155 Biebrich
- 1902 b0 3.405 Pfaffendorf/Rhein, kath. Kirche
- 1903 as0 4.660 Speyer, Gedächtniskirche, Gustav-Adolf-Glocke
- 1903 b0 3.298 Speyer, Gedächtniskirche, Martin-Luther-Glocke
- 1903 a0 4.038 Bromberg (Bydgoszcz), ev. Kirche
- 1904 b0 3.388 Reichenbach (Schlesien), kath. Kirche
- 1904 gis0 4.911 Dresden-Strehlen, Christuskirche
- 1905 a0 3.931 Sprottau (Schlesien)
- 1905 b0 3.439 Ostrowo (Ostrów)
- 1906 f0 10.387 Danzig, Katharinenkirche
- 1906 as0 5.746 Danzig, Katharinenkirche
- 1906 b0 4.838 Danzig, Katharinenkirche
- 1906 b0 3.454 Harthau, Sachsen
- 1906 g0 5.786 Seehausen, Altmark
- 1906 as0 4.952 Darmstadt, Pauluskirche
- 1907 b0 4.138 Meißen, Dom
- 1907 a0 3.520 Chemnitz, Lutherkirche
- 1908 f0 10.230 Hamburg, St. Michael
- 1909 a0 4.911 Hamburg, St. Michael
- 1909 as0 5.966 Essen, Erlöserkirche
- 1909 g0 6.120 Jerusalem, Ölberg
- 1909 as0 4.857 Metz-Queuleu, kath. Kirche
- 1909 a0 4.102 Gleiwitz-Petersdorf
- 1909 b0 3.874 Nieder-Jeutz bei Diedenhofen (Lothringen)
- 1912 g0 6.048 Kitzingen, Unterfranken
- 1912 as0 5.042 Breslau, Pauluskirche
- 1913 fis0 7.270 Celle, Stadtkirche
- 1920 h0 3.310 Leer (Ostfriesland)
- 1921 b0 3.418 Altenburg (Thüringen), Brüderkirche
- 1923 b0 3.344 Hamburg, St. Petri
- 1924 h0 3.557 Elberfeld, St. Suitbertus
- 1924 a0 3.358 Schwanheim/Main
- 1924 b0 3.351 Berlin-Zehlendorf
- 1925 g0 6.275 Hamburg, St. Petri
- 1925 as0 3.988 Stettin, Jakobikirche
- 1925 b0 3.673 Göttingen, St. Albani
- 1925 b0 3.578 Potsdam, Heilig-Geist-Kirche
- 1925 h0 3.562 Roßwein
- 1925 a0 3.112 Berlin, Heilig-Kreuz-Kirche
- 1925 h0 3.011 Esens (Ostfriesland)
- 1926 e0 8.685 Berlin, Apostel-Paulus-Kirche
- 1926 b0 3.468 Uelsen bei Bentheim
- 1927 g0 6.430 Mylau
- 1927 b0 3.337 Liegnitz, St. Peter und Paul
- 1928 fis0 8.640 Nürnberg, Friedenskirche
- 1928 ges0 7.925 Halberstadt, Dom
- 1928 es0 5.368 Leipzig, Krochhochhaus
- 1928 b0 4.184 Stuttgart, St.-Elisabeth-Kirche
- 1928 b0 4.170 Zürich, Herz-Jesu-Kirche
- 1928 a0 4.258 Melchtal (Schweiz)
- 1928 b0 3.971 Mannheim-Neckarau
- 1928 b0 3.562 Halle, St. Paulus
- 1928 b0 3.450 Halle, Dom
- 1928 b0 3.294 Halle, St. Stephanus
- 1928 h0 3.048 Gardelegen
- 1929 g0 7.820 Meißen, Dom (Ersatz für g0, 7.098 kg, von 1907)
- 1929 as0 5.935 Großwangen (Schweiz), St. Konradi
- 1929 g0 5.814 Kiel, St. Nikolai
- 1929 as0 5.170 Frankfurt am Main, Frauenfriedenskirche
- 1929 b0 3.544 Königsberg, Luisenkirche
- 1929 b0 3.219 Kiel, St. Nikolai
- 1930 g0 5.374 Königsberg, Schloßkirche
- 1930 a0 5.024 Buenos Aires, Rathaus
- 1930 h0 3.450 Buenos Aires, Rathaus
- 1930 c1 3.132 Buenos Aires, Rathaus
- 1930 h0 3.478 Gelnhausen, Marienkirche
- 1931 g0 5.228 Berlin-Wilmersdorf
- 1931 b0 2.895 Berlin-Wilmersdorf
- 1931 as0 3.980 Mercedes (Argentinien), San Patricio
- 1931 h0 3.744 Berlin-Dahlem
- 1931 b0 3.712 Zürich, St. Josef
- 1931 b0 3.560 Halle, St. Ulrich
- 1931 b0 3.060 Halle, St. Bartholomäus
- 1932 a0 3.695 Bacharach
- 1932 h0 3.638 Bitterfeld
- 1935 gis0 4.545 Berlin-Wilmersdorf, Lindenkirche
- 1935 a0 4.430 Salzburghofen (Österreich), St. Rupertus
- 1936 gis0 5.055 Nürnberg, Reform. Gedächtniskirche
- 1936 ais0 3.451 Nürnberg, Reform. Gedächtniskirche
- 1938 as0 6.628 Potsdam, Garnison-Kirche
- 1938 c1 3.116 Potsdam, Garnison-Kirche
- 1938 as0 5.305 Waidring (Österreich)
- 1939 gis0 4.545 Krössinsee
- 1939 ais0 3.150 Krössinsee
- 1939 b0 3.210 Hamburg, St. Petri
- 1956 f0 6.800 Weimar, Buchenwald
- 1963 a0 4.160 Plau am See, St. Marien